# Nausicaa (opera)

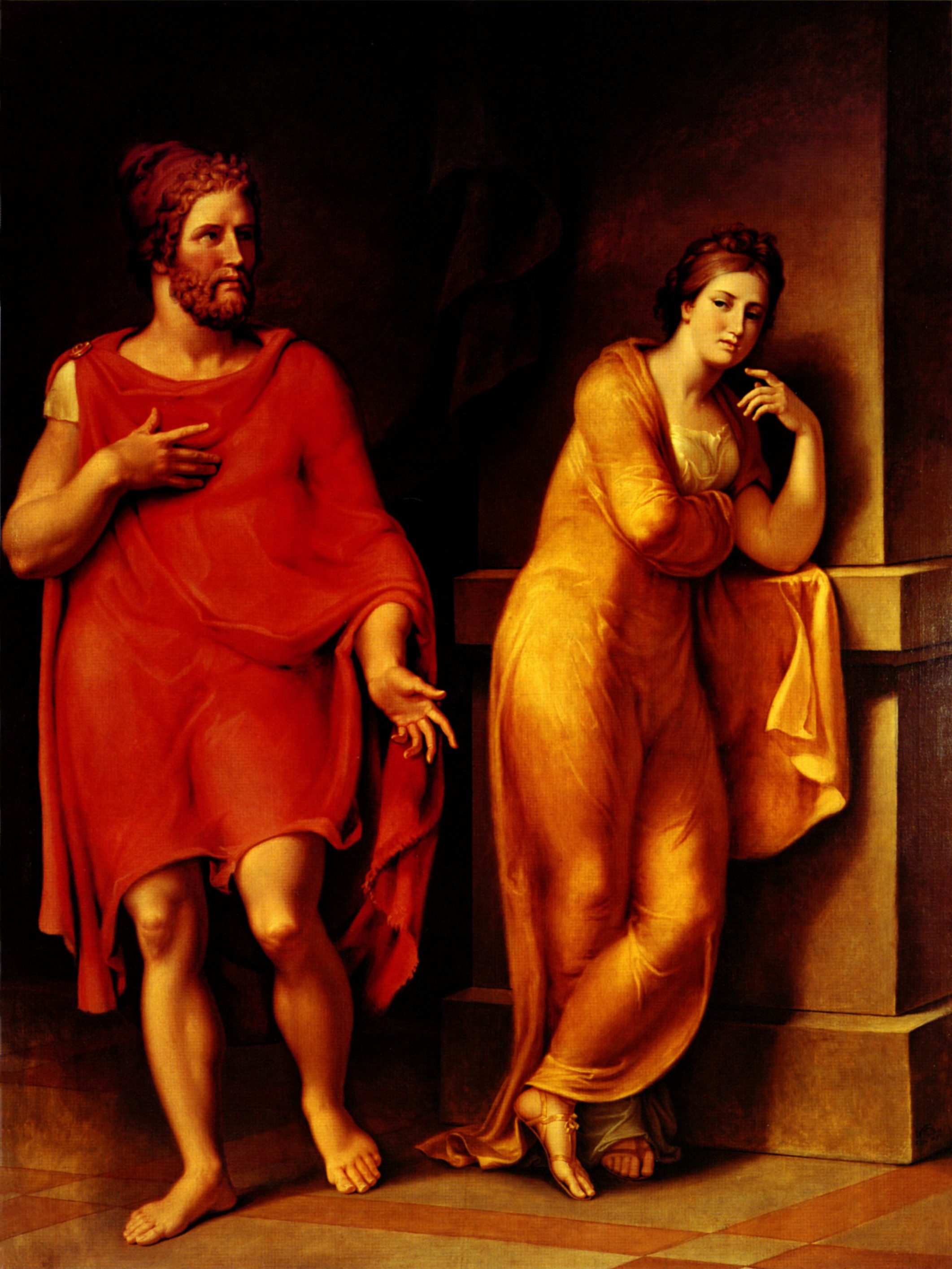
Odysseus och Nausicaa (Johann Heinrich Wilhelm Tischbein, 1819)

Nausicaa (Grekiska: Ναυσικά: IPA: Naːusika) är en opera med musik av Peggy Glanville-Hicks, komponerad mellan 1959 och 1960 med premiär 1961. Operan är ett av kompositörens mest kända verk förutom The Transposed Heads, och operan tar ungefär 2 timmar att spela. Huvuddelen av operans libretto härstammar från Robert Graves roman Homeros dotter (1955) och användes som bevis för att förespråka att Homeros' episka verk Odysséen i själva verket skrevs av en kvinna och inte av Homeros. 1956 tog Glanville-Hicks hjälp av vännen och librettisten Alastair Reid med librettot, i samarbete med Graves.

## Premiär
Operan komponerades mellan 1959 och 1960, och hade premiär året därpå i Athen under stadens festival i Herodes Atticus odeion belägen på Akropolis. Under festivalen gavs operan tre gånger och vid premiären försåg publiken föreställningen med en tio minuter lång ovation.
Originalensemblen, ca 150 personer, bestod av både amerikanska och grekiska sångare, en grekisk kör och övrig personal bestående av grekisk, spansk och amerikansk etnicitet. Premiären gjorde kompositören världsberömd, även om det sedan premiären inte har gjorts några försök att sätta upp operan på nytt. En inspelning gjord av Composers Recordings, Inc. släpptes direkt efter premiären, vilket underlättade att föra ut operan till en bredare publik och säkra dess popularitet.

## Personer
- Nausicaa: Teresa Stratas
- Odysseus: John Modinos
- Kung Alcinous: Spiro Malas
- Drottning Arete: Sophia Steffan
- Kör: Grekiska Nationaloperans kör

## Inspelningar
- 1961 (2007): Composers Recording Inc., Athens Symphony Orchestra, Carlos Surinach (conductor)[5][7][8]